# Josep Camarena Mahiques
Josep Camarena Mahiques (Llocnou de Sant Jeroni, 13 gennaio 1921 – Gandia, 5 agosto 2004) è stato uno storico spagnolo.
Professore di storia e geografia all'Istituto Ausiàs March de Gandia dal 1950. Discepolo di Manuel Dualde i Serrano, concentrò le sue ricerche sulla storia valenziana medievale, in particolare sul regno di Ferdinando I d'Aragona. 

## Biografia
Si era laureato presso il Colegio sovvenzionato Segunda Enseñanza Ausiàs March de Gandia. Fu segretario della Juventudes Socialistas Unificadas (Gioventù socialista unificata) della sua città dal 1935 al 1939, anno in cui fu chiamato per il servizio militare che svolse per più di dieci anni. Nel 1946 si laureò in Lettere e Filosofia all'Università di Valencia, specializzandosi in Geografia e Storia. Nel 1949 aveva discusso, presso l'Universidad Complutense de Madrid, la sua tesi di dottorato dal titolo Il Regno di Valencia sotto Fernando I d'Aragona.
Partecipò a diversi bandi per il Congresso di Storia della Corona d'Aragona sia come ricercatore che come organizzatore, e nel 1960 ottenne il premio dalla Diputación Provincial de Zaragoza (Consiglio Provinciale di Saragozza).
Promosse e pubblicò la Raccolta di documenti per la storia di Gandia, di cui furono pubblicati tre fascicoli. Allo stesso modo, nel 1965 pubblicò un'opera innovativa e fondamentale sulla storia del Safor, la Historia del distrito de Gandia (Storia del distretto di Gandía) che va dalla preistoria al XX secolo.

## Opere
- Tratado de paz entre Aragón y Génova en 1413, Instituto Valenciano de Estudios Históricos, 1952
- Colección de documentos para la historia de Gandía y su comarca, Gandía,1959
- Historia del distrito de Gandia, Fomento de A.I.C., 1965
- La Safor del segle VIII al XVII, Duque Real Alfonso el Viejo, 1984
- Gandía, un itinerariodel passat 1992

Articoli in italiano
- Alle origini della storia di Oliva (Spagna): il castello di Rebollet e i Carroz, Quaderni Bolotanesi, Edizioni Passato e Presente, Bolotana, 1997